# Le Repas de noces
Pour plus de détails, voir Fiche technique et Distribution.
Le Repas de noces (The Catered Affair) est un film américain réalisé par Richard Brooks, sorti en 1956.

## Fiche technique
- Titre : Le Repas de noces
- Titre original : The Catered Affair
- Réalisation : Richard Brooks
- Scénario : Gore Vidal d'après une pièce de Paddy Chayefsky
- Production : Sam Zimbalist
- Société de production : MGM
- Musique : André Previn
- Photographie : John Alton
- Montage : Gene Ruggiero et Frank Santillo (en)
- Direction artistique : Cedric Gibbons et Paul Groesse
- Décors : Hugh Hunt et Edwin B. Willis
- Pays de production : États-Unis
- Langue : anglais
- Format : Noir et blanc - Son : Mono (Western Electric Sound System)
- Genre : Comédie dramatique
- Durée : 92 minutes
- Date de sortie : États-Unis : 14 juin 1956

## Distribution
- Bette Davis : Mme Agnes Hurley
- Ernest Borgnine : Tom Hurley
- Debbie Reynolds : Jane Hurley
- Barry Fitzgerald : Oncle Jack Conlon
- Rod Taylor : Ralph Halloran
- Robert F. Simon : M. Halloran
- Madge Kennedy : Mme Halloran
- Dorothy Stickney : Mme Rafferty
- Carol Veazie : Mme Casey
- Joan Camden : Alice Scanlon
- Ray Stricklyn : Eddie Hurley
- Jay Adler : Sam Leiter
- Dan Tobin : Traiteur
- Paul Denton : Bill
- Augusta Merighi : Mme Musso

## À noter
- Le film a été adapté d'une pièce diffusée le 22 mai 1955 dans l'émission anthologique The Philco Television Playhouse sur le réseau NBC, et mettait en vedette Pat Henning, Thelma Ritter et J. Pat O'Malley.